# أنقليس ثعباني بكتفين معتمين
أنقليس ثعباني بكتفين معتمين (الاسم العلمي: Ophichthus cephalozona) هو نوع من الأنقليس، يتبع فصيلة الأنقليس الثعباني.